# 太陽系小天体
| 太陽系外縁天体                                         | 太陽系外縁天体         |
| ------------------------------------------------------ | ---------------------- |
| エッジワース ・カイパー ベルト （海王星との 軌道共鳴） | (3:4)                  |
| エッジワース ・カイパー ベルト （海王星との 軌道共鳴） | 冥王星族 (2:3)         |
| エッジワース ・カイパー ベルト （海王星との 軌道共鳴） | (3:5)                  |
| エッジワース ・カイパー ベルト （海王星との 軌道共鳴） | キュビワノ族 ( - )     |
| エッジワース ・カイパー ベルト （海王星との 軌道共鳴） | (1:2)                  |
| 散乱円盤天体                                           |                        |
| オールトの雲                                           |                        |
| 類似天体                                               | ケンタウルス族         |
| 類似天体                                               | 海王星のトロヤ群       |
| 類似天体                                               | 彗星（遷移天体）       |
| 関連項目                                               | 準惑星（冥王星型天体） |
| 関連項目                                               | 太陽系小天体           |
| ■Portal ■Project ■Template                             |                        |

| 恒星（太陽）               |                                   |                                  |                                   |                                   |                |                |                |
| 太陽の 周りを 回る 天体    | 惑星                              | 惑星                             | 地球型惑星                        | 地球型惑星                        |                |                |                |
| 太陽の 周りを 回る 天体    | 惑星                              | 惑星                             | 木星型惑星                        |                                   |                |                |                |
| 太陽の 周りを 回る 天体    | 惑星                              | 惑星                             | 天王星型惑星                      |                                   |                |                |                |
| 太陽の 周りを 回る 天体    | 準惑星                            |                                  |                                   |                                   |                |                |                |
| 太陽の 周りを 回る 天体    | 小惑星帯にあるもの （ケレスのみ） |                                  |                                   |                                   |                |                |                |
| 太陽の 周りを 回る 天体    | 冥王星型天体                      |                                  |                                   |                                   |                |                |                |
| 太陽の 周りを 回る 天体    | 太陽系 小天体                     | 太陽系 小天体                    | 冥王星型天体以外の 太陽系外縁天体 | 冥王星型天体以外の 太陽系外縁天体 |                |                |                |
| 太陽の 周りを 回る 天体    | 太陽系 小天体                     | 太陽系 小天体                    | 小惑星                            |                                   |                |                |                |
| 太陽の 周りを 回る 天体    | 太陽系 小天体                     | 太陽系 小天体                    | 彗星                              |                                   |                |                |                |
| 太陽の 周りを 回る 天体    | 太陽系 小天体                     | 太陽系 小天体                    | 惑星間塵                          |                                   |                |                |                |
| 太陽の 周りを 回る 天体    | 太陽以外の 天体の周りを 回る天体  | 太陽以外の 天体の周りを 回る天体 | 衛星（未定義）                    | 衛星（未定義）                    | 衛星（未定義） | 衛星（未定義） | 衛星（未定義） |
| ■Portal ■Project ■Template |                                   |                                  |                                   |                                   |                |                |                |

太陽系小天体（たいようけいしょうてんたい）とは、太陽の周りを公転する天体のうち、惑星、準惑星、衛星を除くすべての天体の総称である。太陽系外縁天体（冥王星型天体を除く）や従来の小惑星、彗星、惑星間塵などが該当する。

## 概要
ここで言う「太陽系小天体 (small solar system body) 」は、2006年にプラハで開かれた国際天文学連合総会の決議によって、「太陽系の惑星」 (planet) 、「準惑星」 (dwarf planet) とともに定義された概念である。
日本学術会議は2007年4月9日の対外報告 (第一報告) において、「太陽系小天体」という日本語名の使用を推奨した。ただし準惑星の概念の曖昧さの影響で太陽系小天体の概念にも曖昧さが残るため、「小惑星」や「彗星」などの従来の用語との関係も含めてさらに検討を要するとしている。